# (39129) 2000 WZ53
(39129) 2000 WZ53 est un astéroïde de la ceinture principale d'astéroïdes découvert en 2000.

## Description
(39129) 2000 WZ53 a été découvert le 27 novembre 2000 à l'observatoire de Kitt Peak, situé dans l'Arizona (États-Unis), par le projet Spacewatch de l’université de l'Arizona.

### Caractéristiques orbitales
L'orbite de cet astéroïde est caractérisée par un demi-grand axe de 2,70 ua, un périhélie de 2,53 ua, une excentricité de 0,06 et une inclinaison de 0,20° par rapport à l'écliptique. Du fait de ces caractéristiques, à savoir un demi-grand axe compris entre 2 et 3,2 ua et un périhélie supérieur à 1,666 ua, il est classé, selon la JPL Small-Body Database, comme objet de la ceinture principale d'astéroïdes.

### Caractéristiques physiques
(39129) 2000 WZ53 a une magnitude absolue (H) de 15,5 et un albédo estimé à 0,045.